# Allometopon hirsutiseta
Allometopon hirsutiseta är en tvåvingeart som beskrevs av Frey 1928. Allometopon hirsutiseta ingår i släktet Allometopon och familjen träflugor. Inga underarter finns listade i Catalogue of Life.